# Lipomyces kockii
Lipomyces kockii är en svampart som beskrevs av M.T. Sm. & Van der Walt 1999. Lipomyces kockii ingår i släktet Lipomyces och familjen Lipomycetaceae.   Inga underarter finns listade i Catalogue of Life.